# Seth (ägyptische Mythologie)
Seth (auch Setech, Sutech und Sutah) ist eine altägyptische Gottheit mit wechselhaftem Ruf. Er war der Gott der Wüsten und der Stürme und gehört, neben Horus, Bat und Neith, zu den ältesten Gottheiten der ägyptischen Geschichte. Seth war der Schutzgott der Oasen und der Beduinen. Er galt als der Sohn der Himmelsgöttin Nut und des Erdgottes Geb, sein Sternbild war der große Wagen, sein Planet der Merkur.
Während der Frühzeit bis ins mittlere Alte Reich hinweg genoss Seth große Popularität und galt gemäß der frühen Mythologie als gleichberechtigter Zwillingsbruder von Horus. König Seth-Peribsen widmete ihm gar seinen Namen. Gegen Ende des Alten Reiches aber erfuhr er zunehmend religiöse Anfeindung, bis er ab dem Mittleren Reich als der neidische Onkel von Horus und als Mörder seines Bruders Osiris präsentiert wurde. Seither genoss Seth einen sehr ambivalenten Ruf. Einige Könige aber, wie beispielsweise Sethos I. und Sethos II. sowie Sethnacht, führten dennoch den Namen Seth als Eigennamen. Außerhalb der königlichen Familie trugen zumeist Beamte mit militärischer Funktion diesen Namen und unterstellten sich so seinen körperlichen und magischen Kräften.
Seth hatte mehrere Kultstätten, besonders in Oasen, die jedoch alle nicht sehr beständig waren. In der Spätzeit wurde er umso stärker mit dem Fremdland in Verbindung gebracht und als unerwünschter Gott angesehen. Seine negativen Aspekte haben schon vorher möglicherweise verhaltenes Misstrauen hervorgerufen, die unter mehreren Fremdherrschern schließlich eskalierte. In modernen Unterhaltungsmedien wird er durchweg als bösartig dargestellt.

## Zum Namen

### Etymologie
Es ist heute nicht mehr feststellbar, wie der Name „Seth“ ursprünglich ausgesprochen wurde. Der Grund dafür liegt darin, dass sein Name von der Prädynastik bis zur Mitte der 2. Dynastie nur mit der Seth-Tier-Hieroglyphe (Gardiner-Zeichen E20, E21 und/oder E21A) geschrieben wurde. Wie das Seth-Tier selbst genannt wurde, ist bis heute unklar. Ab der Mitte der 2. Dynastie erschien das erste komplementäre Schriftzeichen, das aber nur eine Transkribierung der Namensendung in š („sch“) erlaubt. Erst ab dem mittleren Alten Reich erscheint ein weiteres komplementäres Schriftzeichen, das eine Transkribierung des Namenanfangs in Ṣ (S) ermöglicht. Bei der ursprünglichen Aussprache des Namens „Seth“ hilft dies aber nicht. Bereits gegen Ende des Alten Reiches ist Seths Name in mehreren Variationen überliefert, die aber stets mit dem Determinativ eines sitzenden (seltener schreitenden) Seth-Tieres abschließen.

### Namensvariationen
Ab dem Mittleren Reich erscheint sein Name in zahlreichen neuen Variationen, wobei die traditionelle Schreibweise aber nicht aufgegeben, sondern weiterhin parallel dazu verwendet wird. Doch sie alle schließen fast immer mit dem Determinativ eines sitzenden Mannes mit dem Kopf des Seth-Tieres ab. In den Grab- und Sargtexten wird sein Name mit Hieroglyphen wiedergegeben, die eine sichere Transkribierung als Stš (Setesch), Stẖ (Setech), Swtẖ (Sutech) und ab den Neuen Reich als Swt3 (Suta) erlauben. Die Lesung als Setech wurde ab der hellenistischen Epoche ins Griechische übernommen (gräzisiert) und mit Σεθ (Seth) wiedergegeben. Im Koptischen wurde er Σητ (Sēt) genannt. Babylonische-Keilschrift-Texte übernahmen offenbar die Namensform Suta aus dem Neuen Reich und nennen ihn ebenfalls Sutah.

### Bedeutung
Auch die ursprüngliche Bedeutung von Seths Namen ist verloren gegangen. Die Liste der Vorschläge hierfür ist lang. Hauptproblem ist die Feststellung, dass für Seths Namen seit der Zweiten Zwischenzeit schier zahllose leicht bis deutlich abweichende Schreibungen existierten, die ihrerseits ebenso viele Transkribierungsmöglichkeiten bieten. Die Hieroglyphen und Determinative, die in Grab- und Sargtexten zur Schreibung verwendet wurden, erlauben nur vage Übersetzungen, die von „der Verwirrung stiftet“, „der sich abwendet“ bis hin zu „er, der ausgrenzt“ reichen. Das Problem mit diesen Übersetzungen ist der Umstand, dass diese Namen aus einer Zeit stammen, als Seth bereits religiös stark angefeindet wurde. Dies hat gewiss die Schreibungen und Deutungen seines Namens negativ beeinflusst. Zu guter Letzt bleibt auch die Möglichkeit, dass die Alten Ägypter ab dem Mittleren Reich selbst nicht mehr so genau wussten, was Seths Name ursprünglich bedeutet hatte.

## Darstellungen

### Darstellung als Tier
Es ist heute nicht mehr feststellbar, welche Tierart Seths Darstellung inspirierte. Auch hier ist die Liste der Vorschläge sehr lang. Grund für die Unidentifizierbarkeit ist unter anderem, dass das „Seth-Tier“ (wie es heute der Einfachheit halber genannt wird) bereits in der Prädynastik eine starke künstlerische Stilisierung erfuhr, das heißt, es wurde immer weniger auf naturgetreue Darstellung geachtet, sondern mehr darauf, es von der Natur abzuheben. Das Seth-Tier erscheint in prädynastischen Darstellungen als Vierbeiner mit leicht gedrungenem Körper, leicht abwärts gebogener Schnauze und eckig gestutzen Ohren. Der Schwanz steht fast kerzengerade in die Höhe und weist eine merkwürdig gespaltene oder quastenähnliche Spitze auf. Ägyptologen wie Kurt Sethe wollen in dem Schwanz einen Pfeil sehen, der im Gesäß des Tieres steckt. In dieser Zeit wurde es ausschließlich gehend dargestellt. Ab der 2. Dynastie erscheinen erste Darstellungen des Seth-Tieres in ruhender Pose, ab der Mitte der 3. Dynastie erscheint es auch sitzend. Schon zu dieser Zeit hat das Seth-Tier eine starke Stilisierung erfahren und wird überdies immer schlanker dargestellt. Auch der Hals wird immer länger und weist ab dem späten Alten Reich so etwas wie Ringe auf.
Zu den favorisierten Tierarten, die Seths Aussehen inspiriert haben könnten, gehören:
- Nubischer Wildesel (Equus asinus africanus): am häufigsten wird dieser Wildesel vorgeschlagen, weil er in der Frühzeit auch in Ägypten vorkam, in der Wüste lebte und scheu war. Außerdem war (und ist) er für seinen dröhnenden Schrei bekannt.
- Erdferkel (Orycteropus afer): das am zweithäufigsten genannte Tier. Besonders prädynastische Darstellungen des Seth-Tieres weisen große Ähnlichkeiten zum Erdferkel auf. Ab der 2. Dynastie aber lassen die Ähnlichkeiten rasch nach.
- Okapi (Okapia johnstoni): An dritter Stelle steht das Okapi, das die Ägypter über Handel mit Nubien kennengelernt haben könnten. Allerdings kommt das Okapi heute nur noch im Kongo-Gebiet vor und es ist fraglich, ob es jemals so weit nördlich bis Nubien gelebt hatte.

Weitere Vorschläge nennen Antilope, Elefantenspitzmaus, Kamel, Giraffe, Windhund oder Pinselohrschwein. Ein weiteres Problem ist der Umstand, dass Seth vor allem ab der Ramessidenzeit auch durch andere, deutlich besser bestimmbare Tierarten dargestellt werden konnte. Dazu zählen besonders Nilpferd, Hausschwein und Nil-Weichschildkröte. In späteren Schriften (besonders Grabinschriften) wurde Seth sogar mit Wanderheuschrecken gleichgesetzt. Auffällig hierbei ist, dass die vier letztgenannten Tiere bei den Ägyptern aufgrund ihrer Eigenart, regelmäßig Gärten und Felder zu verwüsten, oft nicht sehr beliebt waren. Dies schlägt sich bereits in religiösen Texten ab der 6. Dynastie nieder, in denen Seth mehr und mehr angefeindet wird.
Aufgrund der anhaltenden Unidentifizierbarkeit sind zwei Theorien entstanden: nach Ansicht von Hans Bonnet war das Seth-Tier schon früh aus dem Bewusstsein der Menschen verschwunden, entweder weil es in neue Lebensräume auswich, oder weil es sogar zwischenzeitlich ausgestorben war. Möglicherweise war es einfach allgemein sehr scheu. Und da man es selten zu Gesicht bekam, verfremdete sich die Darstellung mit der Zeit, so dass sich in dynastischer Zeit eine sehr unähnliche Darstellung als kanonisch entwickelt hatte. Andere, wie zum Beispiel Kurt Sethe, sehen in der Darstellung eine Stigmatisierung: weil der Gott mit vielen negativen Eigenschaften behaftet war, kam es zu einer verzerrten Darstellung und zu einem Pfeil, der im Körper des Tieres steckt. Letztlich ist es ebenso gut möglich, dass bereits während der Prädynastik mehrere Wüstentiere bildlich miteinander verschmolzen und spätere altägyptische Künstler genauso ratlos waren wie die moderne Forschung heute.

### Darstellung als Hieroglyphe
Seth wird als Schriftzeichen und Ideogramm mit dem Gardiner-Zeichen E20, E21 und E21A dargestellt, denen allen derselbe Lautwert zugesprochen wird. Er wird als Seth-Tier im Seitenprofil und sowohl schreitend, sitzend und/oder ruhend dargestellt. Typisch und auffällig ist hierbei, dass seine Ohren eckige Spitzen haben und stets beide zu sehen sind, entweder gespreizt (das hintere Ohr neigt sich etwas nach vorn, das vordere leicht nach hinten) oder beide etwas nach hinten geneigt. Auch ganz typisch ist sein Schwanz, der immer kerzengerade aufrecht absteht. Wie bereits zuvor erwähnt, wird das Seth-Tier ab der 2. Dynastie immer schlanker. Unter Pharao Seth-Peribsen (Mitte der 2. Dynastie) erscheint die Seth-Tier-Hieroglyphe erstmalig mit komplementären Schriftzeichen: Gardiner-Zeichen N27 (ein rechteckiger Teich; Lautwert „ch“), das unter dem Seth-Tier positioniert ist, das Tier erscheint stets in ruhender Pose. Ab dem Alten Reich erscheint zusätzlich das Gardiner-Zeichen S29 (ein Stück gefalteter Stoff; Lautwert „S“), das vor dem Seth-Tier mit Teich steht.

### Darstellung als Gott
Seth wird seit der 2. Dynastie in anthropomorpher Gestalt dargestellt. Er erscheint als auffallend dünner Mann mit dem Kopf des Seth-Tieres, sein Körper ist stets frontal dargestellt, sein Kopf erscheint stets im Seitenprofil. In seiner rechten Hand hält er einen langen, schlanken Was-Stab, in der linken Hand hält er wahlweise ein Anch-Symbol oder einen Schen-Ring. Er trägt einen knielangen Rock mit Schurz, sein Oberkörper ist unbekleidet. Statuen zeigen ihn vollständig in Frontalansicht, es sind Standstatuen von ihm in schreitender Pose erhalten und Sitzstatuen.

## Mythologische Rolle
Die negativen Seiten des Seth sind in den Pyramidentexten lediglich auf den Kreislauf Osiris-Seth-Horus beschränkt. Seine positiven Aspekte tauchen dagegen immer in Verbindung mit dem Sonnengott Re auf. Dort wird Seth in den Sarg- sowie späteren Totentexten als Helfer des Re und als Kämpfer in der Sonnenbarke gegen Apophis beschrieben. Die Ausführungen der Pyramidentexte haben jene positiven Schilderungen jedoch nicht zum Inhalt. Da die Sargtexte erst im Mittleren Reich auftauchen, kann Seth seine Funktion als „Schützer des Re“ bereits im Alten Reich oder in der frühdynastischen Zeit besessen haben. Die auffälligen Hinweise auf Seths positive Seiten passen sehr gut in das göttliche Konzept des „Seth als Schützer des Re“, worauf auch der Name des Königs Peribsen hindeutet.
Neben seinen schon erwähnten Funktionen war er auch der Gott des Unwetters und im Glauben der Ägypter brüllte er am Himmel, der Donner war seine Stimme und durch ihn bebte die Erde. So war er der Gott der Gewalt, des Chaos und der Verwirrung, der bösartige Gott, welcher auch Zorn, Wut, Gewalt und Mord verkörperte. Die Harmonie der Maat wurde durch ihn gefährdet und er bedrohte als Gott der Wüste und der Fremden Länder auch die Vegetation. Damit stellte er den schädlichen Widersacher und Mörder seines Bruders Osiris dar, welcher in der Mythologie der rechtmäßige König Ägyptens war. Seth galt in der Mythologie als starker und potenter Gott und deshalb wurden auch Eisenerze als die „Knochen des Seth“ bezeichnet. Also erhob man ihn auch zum Gott der Metalle, der mit seinem zwei Tonnen schweren Zepter andere Götter erschlagen konnte. Zudem gehörte dieser Gottheit auch die sechste Tagesstunde.
Im medizinischen Papyrus Hearst tritt Seth in ungewohnter Funktion als heilender Gott der Asiatenkrankheit auf.

## Geschichtliche Entwicklung

### Ursprünge
Seth scheint ursprünglich eine Wüstengottheit gewesen zu sein, die vielleicht aus Libyen kam. Er stellte schon damals die Kräfte der Störung und Verwirrung dar. Er gehört zu den ältesten Göttern Ägyptens und taucht schon in der Naqada-Kultur I (4000–3500 v. Chr.) auf einem geschnitzten Elfenbeinartefakt auf. Außerdem erscheint er auch auf Bannern, die in den Keulenkopf des vordynastischen Herrschers Skorpion I. geschnitzt sind. In der 2. Dynastie taucht die Figur des Seth zusammen mit Horus auf dem Serech des Chasechemui auf und allein auf dem des Peribsen. Dies zeigt, dass beide Gottheiten gleichgestellt waren und wie „populär“ auch Seth noch zu dieser Zeit war. In diesen frühesten Darstellungen dieser göttlichen „Mächte“ sind diese noch ganz Tier, handeln jedoch bereits als Menschen. Auf der „Stierpalette“ tritt der König zum Beispiel als Stier auf, der hier die Erscheinung des Seth ist und den Feind zertrampelt.
Seth und Horus repräsentierten den Kampf zwischen Ober- und Unterägypten, in dem Horus den Sieg davontrug. Es gibt einige Theorien, wie sich dies in der vordynastischen Zeit abgespielt haben könnte. Eine spekulative Theorie sieht zum Beispiel Seth als Repräsentant der Nomadischen Großviehbesitzer und Horus als den des Bauerntums, was in sich nicht ganz schlüssig ist. Menes (Hor Aha) soll zum Beispiel durch ein Nilpferd umgekommen sein, denn zur Rolle des Königs gehörte es, seit frühester Zeit ein Nilpferd zeremoniell zu erlegen, weil es das größte und gefährlichste Tier im damaligen Ägypten war. So stellt dies ein Bild des Sieges des Pharaos über alle bösen Geister und Dämonen dar. Das Gleiche vollzieht der Königsgott Horus an den Tempelwänden von Edfu, als er Seth mit einem Speer harpuniert, der den Götterfeind als Nilpferd verkörpert. Seth und Horus galten als die Königsgötter Ägyptens. Durch diese Bindung an die geheiligte Person des Königs traten sie in Personennamen nichtköniglicher Menschen kaum auf. Das geschah erst in den Endzeiten der 2. Dynastie.
Auf jeden Fall wurde die Reichseinheit am Schluss besiegelt, Seth und Horus vollzogen die symbolische Vereinigung beider Länder und galten anfangs zwecks besserer Anpassung der Bevölkerung als gleichgestellt. Sie reflektierten den Kampf zwischen Norden und Süden, zwischen Himmel und Erde, Erde und Unterwelt, Links und Rechts, Schwarz und Weiß, Herrschaft und Chaos, Leben und Sterben, Gut und Böse, Eintracht und Zwietracht, Weisheit und Irrtum. Sie sind das beste Beispiel für den Dualismus im alten und immer noch aktuellen Ägypten.

### Verbreitung des Kultes
Das Kultzentrum des Seth lag in Nubt, das vielleicht auch die früheste Hauptstadt von Oberägypten und ihrer Volksgruppe war. Die Griechen nannten die Stadt Ombos, nicht zu verwechseln mit Kom Ombo, das auch Ombos bzw. Nub genannt wurde. Dieses liegt aber zwischen Edfu und Elephantine.
Nubt selbst lag nur 4 km von Naqada (bzw. Negada) und 30 km nördlich von Luxor entfernt. Der Stadtname Nubt ist wahrscheinlich von dem ägyptischen „nub“ herzuleiten, was „Gold“ bedeutet, und könnte mit den in der Nähe der östlichen Wüste vom Wadi Hammamat aus zugänglichen Goldminen zusammenhängen. Das Wadi Hammamat wiederum kontrollierte den Handel zu den östlichen Wüstenregionen. In der Stadt selbst ist ein Tempel aus dem Neuen Reich gefunden worden, der dem Seth geweiht war. Seth selbst wurde dort als Ortsgott „Nubti“ genannt, was „der Ombitische“, das heißt „des aus Ombos“ bedeutet, und es hieß, er sei dort auch geboren worden. Somit symbolisierte ein Goldzeichen auch den Gott Seth. Das Goldzeichen taucht auch im Titel des Königs auf, denn wenn man den König als Besieger der Feinde rühmt, so schreibt man dies mit einem Falken, der auf dem Goldzeichen steht. Da dieses Goldzeichen für den Gott von Nubt steht, ist also auch Seth gemeint.
Nach der Verfemung des Seth verfiel sein Tempel in der Spätzeit und der Kult des Falkengottes Haroeris löste ihn ab. Im 19. oberägyptischen Gau wurde er zum Beispiel in Oxyrhynchos und Sepermeru verehrt. In Oxyrhynchos war Seth Hauptgott und hatte dort einen Tempel. Dies hängt wohl damit zusammen, dass laut dem Horusmythos von Edfu dies der Schauplatz des Kampfes zwischen Horus und Seth war, bei dem Horus sein Bein verlor. In Sepermeru hatte Seth auch einen eigenen Tempel und beide Orte wurden von Ramses III. reich beschenkt.
Im fünften Oberägyptischen Gau, in der Gegend um Qift (Koptos), im zehnten Oberägyptischen Gau um Qaw el-Kebir, im elften Oberägyptischen Gau, in der Gegend um Deir Rifa und im neunzehnten Oberägyptischen Gau von el-Bahnasa bis Biba wurde Seth als Hauptgottheit verehrt. So wurde beispielsweise auch der elfte oberägyptische Gau der Sethgau genannt und einige Wissenschaftler vermuten diesen Gau auch als den Herkunftsort dieser Gottheit. Selbst in Unterägypten wurde er auch im 14. Gau in der Gegend um Auaris verehrt.

#### Im Alten Reich

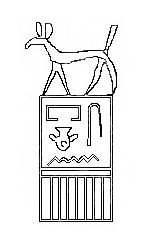
Serech des Peribsen mit Seth-Tier

Im Alten Reich tauchte Seth noch häufig in den Pyramidentexten des Unas oder des Pepi I. auf. So wird beispielsweise in den Texten von Unas geschildert, dass der Tote König im Stehen den Gott Horus und im Sitzen den Seth verkörpert (Linie 579 ff.). Gegenüber seinem Neffen Horus tritt Seth mit der Zeit zurück, da Horus ständig mit dem König gleichgesetzt wird, während dies bei Seth nur ausnahmsweise – wie bei Peribsen oder Chasechemui geschieht. Am häufigsten taucht Seth noch in den Titeln der Königinnen auf, die sich rühmen, Horus und Seth geschaut zu haben. Bei den Krönungen vertraute der König auf die Macht des Seth, denn der überreichte gemeinsam mit Horus die Wappenpflanzen der beiden Länder dem künftigen Herrscher, und so verknüpften beide die symbolische „Vereinigung der beiden Länder“.
Neuere kritische Untersuchungen der Pyramidentexte belegen, dass die Verfemung des Seth und seine zeitgleiche Ersetzung durch andere Götter schon im Alten Reich einsetzte. Im weiteren Verlauf nahm diese Entwicklung weiter zu. In den Forschungsbefunden bis zum Jahr 2007 ging die Ägyptologie noch zumeist davon aus, dass die Verfemung des Seth erst nach der Ramessidenzeit begann.

#### Im Mittleren Reich
Im Mittleren Reich wurde Seth in die Sonnentheologie aufgenommen, in der er auf der Sonnenbarke die Schlange Apophis bekämpfte.
Im Sedfest trat Seth als Nubti auf und überreichte dem König Pfeil und Bogen und assistierte ihm, Pfeile in die vier Himmelsrichtungen abzuschießen. Dies sollte die Wiederbesitzergreifung der Welt durch den König dokumentieren.

#### Edfu

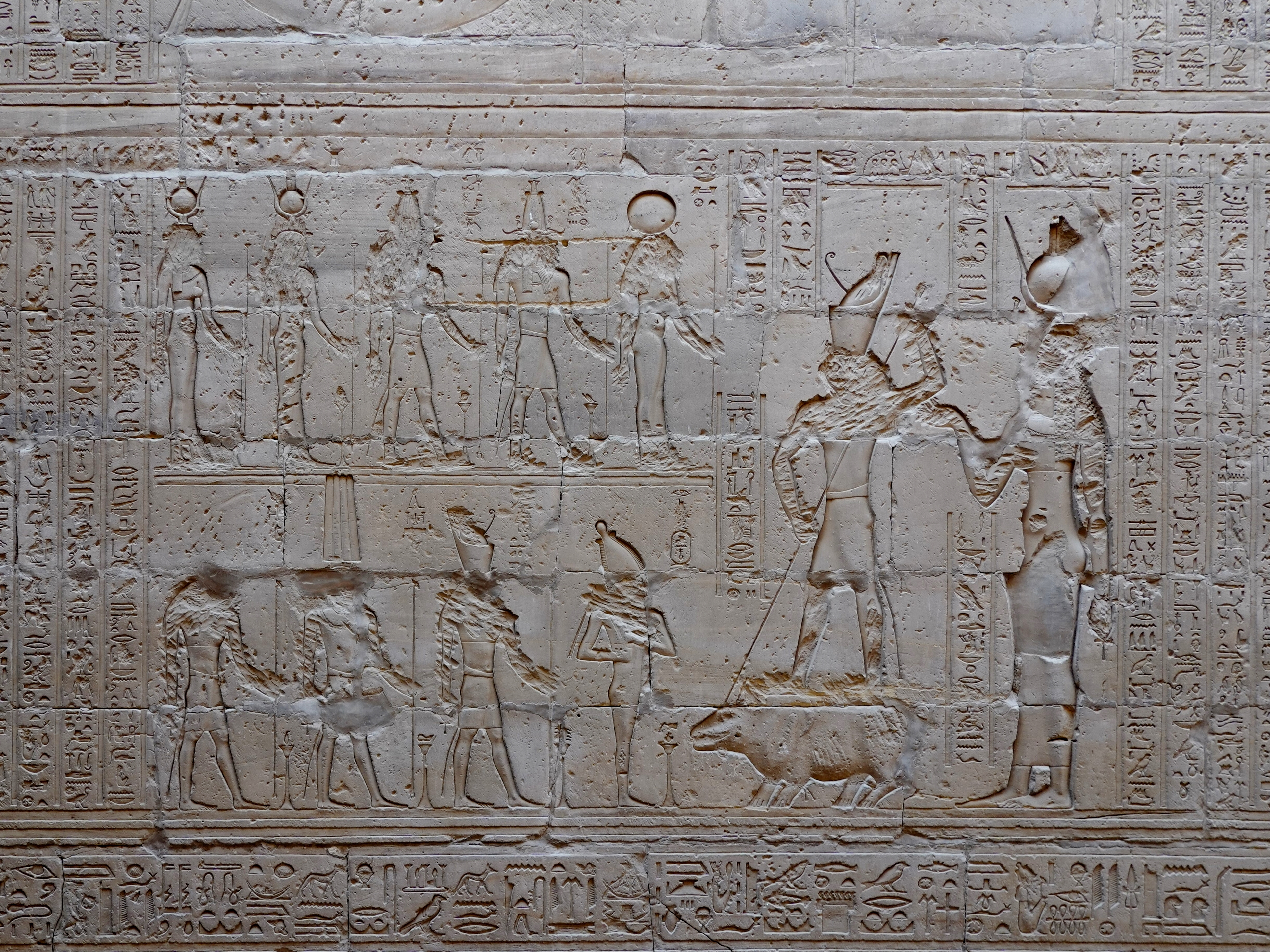
Horus tötet Seth in Form eines Nilpferds (Relief im Tempel von Edfu)

Jedes Jahr wurde in Edfu ein „Festival des Sieges“ zu Ehren des Horus veranstaltet. Dieses Schauspiel ist in Edfu in Texten und Bildern zusammengefasst. Seth tritt dort als ein Nilpferd auf, das von Horus mit zehn Harpunen getötet wird. Jede Harpune trifft einen anderen Körperteil von Seth, wobei zuerst die Nase getroffen wird.
Im Ritual wird die Rolle des Horus vom König oder einem Priester dargestellt. Am Schluss des Rituals wird ein Nilpferdkuchen aufgeschnitten und gegessen, was die totale Vernichtung des Seth repräsentieren soll.

#### Wüsten und Oasen
Außerhalb des Niltals wurde Seth an den Ausgangspunkten der Karawanenrouten und damit also an den Wüstenrändern und darüber hinaus in der gesamten westlichen Wüste und deren Oasen verehrt. Dies geschah beispielsweise in den Oasen Baħrija oder Dachla, in denen er als Hauptgott angesehen wurde. In Dachla hatte er sogar einen eigenen Tempel, von dem aus in seinem Namen Orakelentscheidungen verkündet wurden. Als lokales Erscheinungsbild wurde Seth dort mit Falkenkopf in Menschengestalt dargestellt. Vor ihm wurde in diesen westlichen Oasen einst ein Gott namens Asch verehrt, der jedoch dem Seth sehr ähnelte und später trat dann auch Seth beziehungsweise Sutech an seine Stelle.

#### Das Neue Reich und die Blütezeit der Seth-Verehrung
Nach Manfred Bietak geht die Seth-Verehrung im nordöstlichen Nildelta noch vor die Hyksos-Zeit zurück. Ob dort schon im Alten Reich ein Seth-Kult bestand, ist letztlich ungewiss. Allerdings wurde er in dieser Gegend um 1720 v. Chr. etwa 70 Jahre lang von den Hyksos verehrt. Nachgewiesen ist diese Verehrung bei dem Vater des Königs Nehesi, der im nordöstlichen Delta ein Kleinkönigreich regierte und den Titel „geliebt von Seth, dem Herrn von Auaris“ trug. In welcher Gestalt Seth damals abgebildet wurde, weiß man nicht, aber er wurde von diesem König als dessen Dynastiegott herangezogen. In dieser Zeit war die Bevölkerung in und um Auaris vorwiegend asiatischer (Kanaaniter) Herkunft.

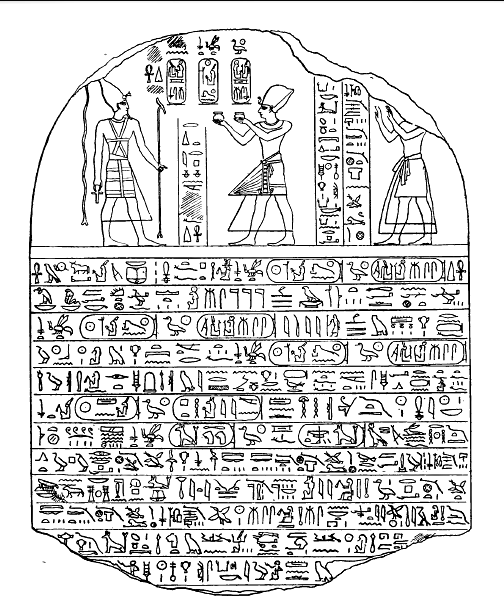
Abzeichnung der 400-Jahr-Stele

Diese Bevölkerungsschicht soll nach und nach vor den Hyksos in das Nildelta eingewandert sein. Sie galten als hervorragende Seefahrer und Schiffszimmerleute und waren sogar in der Verwaltung tätig. Von ihnen wurde jedoch der syrische Wettergott Ba’al verehrt, der zugleich auch der Schirmherr der Seefahrer war. Nach ägyptischer Interpretation wurde diese Gottheit als Gegenspieler Seths identifiziert und auch im altisraelitischen Gebiet war sie die Opposition zu JHWH. Bei dieser Ägyptisierung behielt Ba’al lediglich seine asiatische Gestalt, wie es auf der 400-Jahr-Stele zu erkennen ist.

##### Hyksos
Als nun die Hyksos um ca. 1650 v. Chr. die Herrschaft an sich rissen und Auaris zu ihrem Hauptstützpunkt machten, wurde Seth von ihnen aufgrund der weiten Verbreitung seines Kultes im Delta und ihrer eigenen semitischen Herkunft als Hauptgott verehrt.

##### Ramessiden
Die Familie der Ramessiden stammte ursprünglich aus Auaris und wählte den Gott Seth in seiner nordägyptischen Schreibweise als Sutech zu ihrem Dynastiegott, daneben wurden die anderen Götter aber auch weiterhin verehrt. Wie wichtig der Gott für die Ramessidenherrscher war, zeigt sich in den Namen dieser Könige: Sethos I. (Mann des Seth), Sethos II. oder Sethnacht (Seth ist mächtig). In der 19. und 20. Dynastie erlebte die Verehrung des Seth ihren Höhepunkt und Sethos I. stellte eine vierte Heeresdivision auf, die dieser Gottheit geweiht war. Die anderen drei Heeresabteilungen waren die Divisionen der Götter Amun, Re und Ptah. Somit gehörte Seth zu den vier wichtigsten Reichsgöttern und war ihnen gleichgestellt.
Trotzdem war Seth auch nicht überall erwünscht, denn der Pharao Sethos I. wurde in seinem Felsengrab nicht „der Sethitische“ genannt, sondern der Osirische. Unter Ramses II. erreichte die Seth-Verehrung ihren Höhepunkt, denn dieser Pharao ließ in Pi-Ramesse eigens einen Tempel für diesen Gott im Süden der Stadt errichten, der mindestens so groß war, wie der des Amun im Nordbezirk (Papyrus Anastasi II). Ramses II. ging sogar so weit, dass er sich selbst als Gott Seth ansah oder sich als dessen Sohn bezeichnete, wie es auf einer Inschrift in Abu Simbel nachzulesen ist. Dieser Pharao errichtete beispielsweise in Matmar oder Sepermeru neue Tempel für Seth oder ließ alte Tempel wie den von Ombos wieder restaurieren. In der Angewohnheit des Ramses II., sich die Götter förmlich anzueignen – „Re des Ramses“ oder „Ptah des Ramses“ –, geschah dies auch mit Seth, der unter seiner Regentschaft die Bezeichnung „Seth des Ramses“ bekam. Sogar im Friedensvertrag von Hatti zwischen Ramses II. und dem Hethiterkönig Hattušili III. taucht der Gott in zweifacher Hinsicht auf. Einerseits steht er für die Ägypter und andererseits auch als Bezeichnung für die vielen fremden Gottheiten der Hethiter.
In Auris ist der Seth-Kult noch bis zu Merenptah belegt und unter Ramses III. kam es noch einmal zu seiner Wiederbelebung. Viele Tempel des Seth wie beispielsweise die von Ombos, Sepermeru oder Oxyrhynchos wurden erneut restauriert oder sehr reich beschenkt.
Durch die wachsende Popularität des Osirismythos wurde Seth mit der Zeit immer mehr dämonisiert und verlor zunehmend an Ansehen. Er wurde schließlich mit Apophis gleichgesetzt, als Feind der Götter aufgezeigt und nur noch als die Verkörperung des Bösen angesehen. In der 22. Dynastie wurden viele Hinweise auf diese Gottheit und ihre Darstellungen in den Monumenten getilgt oder durch die Bilder des Thot oder des Krokodilgottes Sobek ersetzt.
Nach Labib Habachi gibt es eine Theorie, dass die Residenz Pi-Ramesse letztlich aufgegeben wurde, weil diese in dem von Seth geheiligten Gebiet gelegen war. Zudem finden sich in der neuen Residenz Tanis keine Anzeichen mehr für einen Kult des „Seth des Ramses“. Auf Spolien aus Pi-Ramesse ist der Name des Gottes ausgekratzt oder durch den Widder des Amun ersetzt. Spätestens in der 25. Dynastie war diese Entwicklung wohl abgeschlossen, weil aus der Folgezeit keine Artefakte mehr von Seth gefunden werden konnten, die auf eine fortdauernde Anbetung schließen lassen.

## In der ägyptischen Mythologie

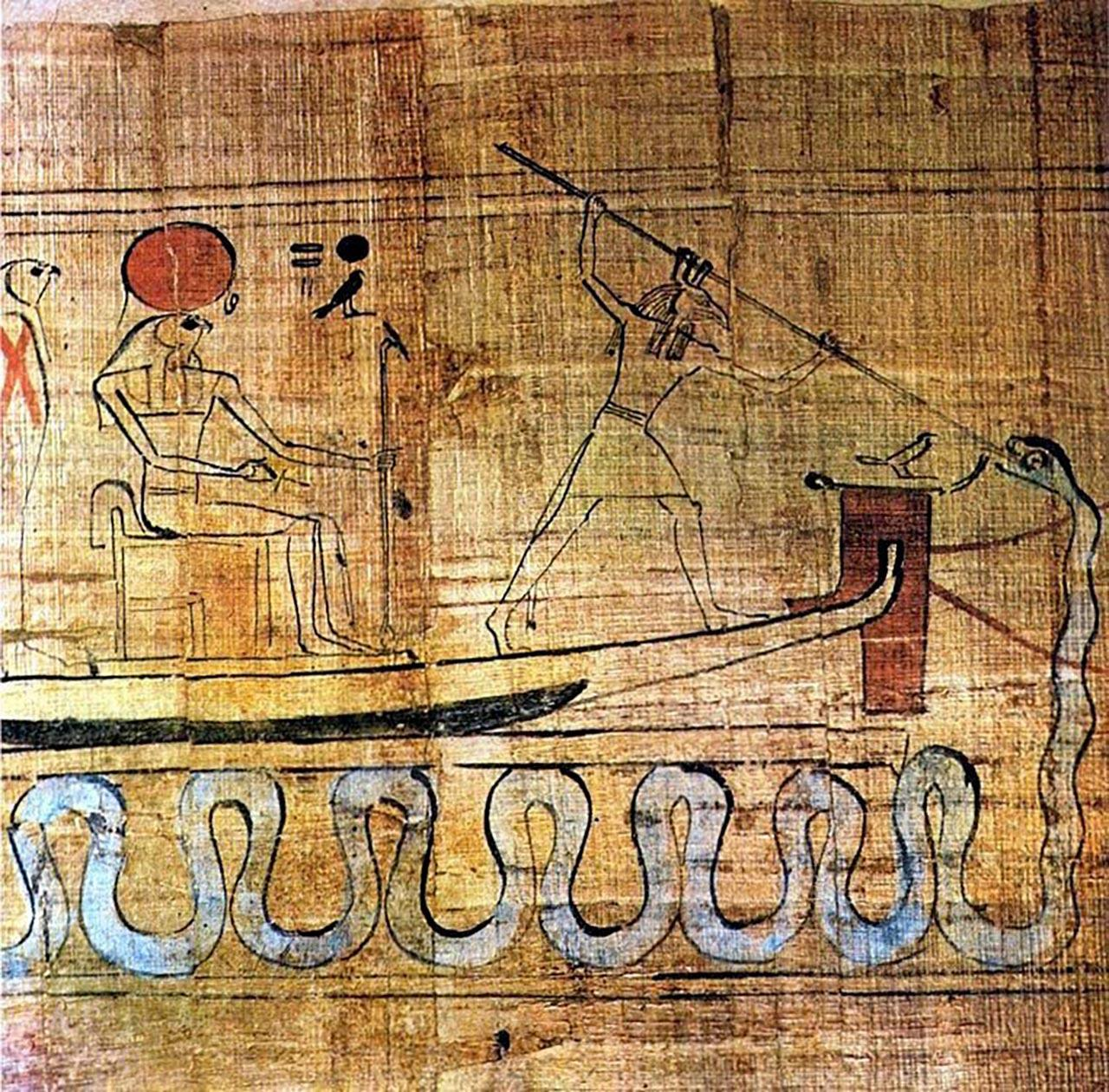
Seth, hinter ihm Re, tötet Apophis mit einem Speer
Papyrus, Ägyptisches Museum Kairo

Seths Geschwister sind Osiris, Isis und Nephthys, die auch seine Ehefrau ist. Doch da Seth ein als unfruchtbar geltender Wüstengott war, blieb die Ehe kinderlos, weshalb sich Nephthys später wieder von ihm trennte. Um den Thron zu erobern, ermordet Seth seinen Bruder Osiris, dessen Sohn Horus wiederum rächt seinen Vater und entmachtet Seth. Hinsichtlich des Osirismythos existieren verschiedene Anfangsversionen.
In einer Version ist Seth nicht ohne Grund auf seinen Bruder Osiris eifersüchtig, denn Geb hatte ursprünglich angeordnet, dass sein Reich zwischen seinen Söhnen aufgeteilt wird. Dabei sollte Seth Oberägypten und Osiris Unterägypten erhalten. Seth erhob aber Einspruch und beanspruchte das ganze Reich für sich allein. Doch durch seine Forderung verlor er im Gegenteil jeden Anspruch am Anteil dieses Erbes.
Nach einer anderen Version regierten beide in Übereinstimmung mit der von Geb angeordneten Teilung des Reiches. Dieser stellte nun wiederum fest, dass Seth ein schlechter Herrscher war und übergab daher Osiris auch dessen Reich. Als Osiris dann im Ausland Krieg führte, erregte sich Seth als Kriegsgott und es kam zum Kampf der beiden Brüder. Diese Auseinandersetzung endete damit, dass Osiris das Totenreich und Seth das Ausland erhielt, während Horus das vereinigte Königreich repräsentierte. Zudem setzte man die ganze Erde dem Osiris gleich und stellte sich vor, dass Seth unter ihm läge und ihn tragen würde.
Der Gott Seth beschützt die Sonne (Re) vor Apophis, der Schlange. Diese möchte die von ihr gehasste Sonne vernichten, doch wird sie selbst von Seth getötet, der damit auch den Tag rettet. Apophis wird aber immer wieder lebendig, sodass Seth sie in jeder Nacht aufs Neue töten muss, damit die Sonne auch am nächsten Tag wieder aufgeht.

### Bedeutung des Osirismythos für Seth
In diesem Mythos stellte Seth das von nomadisierenden Gruppen bevorzugte Wahlkönigtum dar, während Horus die in entwickelten Kulturgesellschaften übliche, erbliche Monarchie und Kultur verkörperte. Da der Norden dem Süden voraus war, erhielt der deshalb entmachtete Seth eine untergeordnete Stellung bei Re und wurde zum Donnerer. Den Sieg in diesem Wettstreit errang die weiterentwickelte Gesellschaft des Nordens und Horus erhielt neben der roten Krone Unterägyptens auch die weiße von Oberägypten.
Horus verkörpert den Prototyp des Gentlemans, der immer zuerst kommt, während Seth hingegen den „Tölpel“ beziehungsweise den „Unbedarften“ und Unordentlichen darstellt, der immer als Zweiter erscheint. Horus steht also im Zentrum und Seth befindet sich eher an der Peripherie, doch zusammen herrschen sie durch den Pharao über das vereinigte Königreich Ägypten.

### Geburt
Seth zählt zur Neunheit der Götter von Heliopolis. Nach Plutarch, der Seth mit dem griechischen Gott Typhon gleichsetzte, wurde diese Gottheit am 363. Tag des ägyptischen Jahres geboren. Das ist der 2. Juni in der koptischen Liturgie. Die Geburt des Seth ist der Anfang des Chaos, schon der Verlauf der Geburt zeigt ungewöhnliche Züge, so soll Seth seiner Mutter an der Seite durchbrechend aus dem Körper gesprungen sein. Nach mythologischen Texten soll er im Raum Naqada geboren sein. Es gibt jedoch auch eine Quelle – den Schabaka-Stein – der als Geburtsort Su bei Hierakonpolis angibt.

### Seth und Anat und Astarte
Nachdem Re den Thron Ägyptens Horus gegeben hatte, schlug ihm Neith vor, die beiden fremdländischen Göttinnen Anat und Astarte dem Seth als Ausgleich zukommen zu lassen. In einer anderen Sage werden die beiden als Weiber des Seth genannt, welche von Horus daran gehindert wurden, Kinder zu gebären. So blieb Seth folglich für immer kinderlos, doch er selbst galt als potenter Gott, der – symbolisiert durch seine ihm abgetrennten Hoden – dennoch eine große Kraft besitzt.

### Seth und Neith
Während des Streits zwischen Seth und Horus wendet sich Re an die weise Ratgeberin Neith und bittet sie persönlich um Hilfe. Neith jedoch droht damit, den Himmel auf die Erde fallen zu lassen, falls ihr Rat nicht befolgt wird. Im Pyramidentext 1521b wurde Neith dem Seth als Gemahlin zur Seite gestellt.

### Seth und die Göttin der Saat
Im Papyrus Chester Beatty VII wird beschrieben, wie Seth die „Saat-Göttin“ überrascht und vergewaltigt, als diese sich im Fluss badet. Während er sie von hinten penetriert, gelangt ihr Ejakulat in seine Stirn, wodurch er erkrankt und sich nicht mehr aus dem Bett seines Hauses erheben kann. Das ägyptische Motiv der Vergiftung durch Ejakulation kommt auf ägyptische Wort für Sperma zurück, welches auch für „Gift“ verwendet wird. Die kriegerische Göttin Anat sucht daraufhin ihren Vater Re auf und bittet um die Heilung Seths. Re verneint ihr Anliegen auf der Grundlage, dass Seth die Göttin geschändet hat, die rechtmäßig dem Mondgott als Gemahlin zusteht, welcher sie mit Feuer und Meißel entjungfert hat. Schließlich ist es Isis, die Seth von seiner Vergiftung heilt. Die Identität der „Saat-Göttin“ ist unklar. Es ist möglich, dass es sich bei ihr um Anat oder Isis selbst handelt oder auch um die Göttin Hathor oder eine mit ihr assoziierte Göttin.

### Seth und Horus
Horus ist der Sohn der Isis und des Osiris, somit ist Seth sein Onkel und beansprucht nach dem Tod von Osiris den Thron Ägyptens. Der Kampf zwischen Horus und Seth bildet einen Hauptteil des Osirismythos.
Der Kern dieser Sage besteht darin, dass Seth mit allen ihm zur Verfügung stehenden Mitteln versuchte, den Horus zu besiegen, um Alleinherrscher zu sein. Seth und Horus schliefen um des Friedens willen gemeinsam in einem Bett, doch Seth wollte den Horus durch homosexuellen Verkehr schänden und ihn dadurch entehren. Die Schande lag damals ganz auf Seiten des „Unterlegenen“, während der „Überlegene“ damit den Triumph des Siegers über den Besiegten zum Ausdruck brachte.
Horus fing jedoch den Samen des Seth auf und brachte ihn seiner Mutter Isis. Diese schnitt ihm daraufhin die Hand ab und warf sie ins Wasser. Doch anschließend ließ Isis die Hand des Horus wieder nachwachsen und benutzte nunmehr den Samen des Horus für eine List, in dem sie ihn auf die Lattiche goss, die Seth täglich aß. Dadurch wurde Seth nun unwissentlich geschwängert.
Als Seth vor der Götterschaft zeigen wollte, dass Horus der „Unterlegene“ sei und ihnen von seiner Tat berichtete, schrien diese auf und spuckten auf Horus. Der lachte sie jedoch alle aus und erklärte, dass Seth der „Unterlegene“ sei. Thot forderte daraufhin den Samen des Seth auf, bei Horus herauszukommen. Als jedoch nichts geschah, forderte er den Samen des Horus auf, bei Seth herauszukommen. Der Horussamen dort antwortete ihm, kam aus dem Kopf des Seth hervor und wurde zu einer goldenen Sonnenscheibe. Der gedemütigte Seth wollte sich anschließend der Scheibe bemächtigen, aber Thot ergriff diese und setzte sie als Krone dem Horus auf den Kopf. Am Schluss der Sage nahm Re-Harachte Seth zum Trost für den von Horus gewonnenen Kampf zu sich in den Himmel auf, wo er nun durch seine furchterregende Stimme die Feinde des Re fernhielt.
In einer anderen Version wurde Seth in den Himmel verbannt, wo man ihm zum Ausgleich für den verlorenen Thron einen Platz im Großen Bären anwies. Dort durfte er als Gott der Winde und Stürme so viel Lärm machen, wie er wollte.
In einer weiteren Episode wurde der von Horus begleitete Seth auf einem Schiff gebissen. Für eine magische Heilung wollte Horus den eigentlichen Namen des Seth erfahren. Zunächst weigerte sich dieser, den Wunsch des Horus zu erfüllen, aber nach einigem Hin und Her gab er seinen wirklichen Namen mit der Bedeutung „Böser Tag“ preis und wurde dann auch von Horus geheilt.

### Seth und Re
Nach dem Apophis-Buch befand sich Re-Harachte einst in Nubien, als ein Aufstand in Ägypten ausbrach. Re wollte umkehren und den Aufstand niederschlagen, doch Horus beschwor „seinen“ Vater Re, ihn dorthin zu schicken. Horus stieg als große geflügelte Sonne zum Himmel, um seine Feinde zu finden. Nachdem er sie entdeckt hatte, stieß er auf sie herunter und blendete die Feinde, worauf die meisten sich in der Verwirrung selbst gegenseitig umbrachten. Danach wurde Horus von Re gelobt, der zurückgekehrt war, um das Schlachtfeld zu begutachten. Einige Aufständische flüchteten jedoch in das Wasser, denn sie waren keine Menschen, sondern niedere Gottheiten oder Dämonen, die sich in feindliche Nilpferde verwandeln konnten. Horus ergriff deshalb seine Harpune, tötete einige von ihnen und verfolgte anschließend die noch Flüchtenden. So kam es zu Kämpfen in ganz Ägypten, doch als Horus schon fast alle erschlagen hatte, erschien Seth als ihr Anführer und fluchte so laut, dass selbst Re erschrak und derartige Schreie verbot. Seth wurde anschließend von Horus so lange bekämpft, bis er gefesselt zu Re gebracht werden konnte. Dieser übergab den gebundenen Seth an Isis und Horus, welcher dem Seth den Kopf abschnitt und ihn hinter sich durch die Länder herschleppte. Am Ende bekam Horus die Sonnenscheibe als Signum, Seth verschwand in der Gestalt eines brüllenden Drachen in der Erde und ward nicht mehr gesehen. Das erinnert stark an Offb. 20,1–3: „Und ich sah einen Engel vom Himmel herabfahren, der hatte den Schlüssel zum Abgrund und eine große Kette in seiner Hand. Und er ergriff den Drachen, die alte Schlange, das ist der Teufel und der Satan, und fesselte ihn für tausend Jahre, und warf ihn in den Abgrund und verschloß ihn und setzte ein Siegel oben darauf, damit er die Völker nicht mehr verführen sollte, bis vollendet würden die tausend Jahre. Danach muß er losgelassen werden eine kleine Zeit.“ Daraus ist die Beziehung Drache-Seth-Satan gut ersichtlich.
Da in diesem Mythos als Gegner keine Menschen auftreten, sind Ägyptologen der Ansicht, dass sie fremde Völker symbolisieren.

### Seth und Apophis
Die riesige Schlange Apophis tritt abends bei Sonnenuntergang der Sonnenbarke vor dessen Einfahrt in die Unterwelt bedrohlich entgegen und muss vom Bug des Schiffes aus von Seth mit einem Speer bekämpft werden. Es hieß, dass Apophis Re und das mit ihm fahrende Gefolge jede Nacht hypnotisiere.
Seth konnte dem tödlichen Starren der Schlange widerstehen und schlug sie mit dem Stoß eines großen Speeres zurück. Aufgrund dieser Tat verlangte er beim Kampf gegen Horus auf dem Göttergericht, dass ihm ganz Ägypten zugesprochen werde. Nachdem er Apophis teilweise durch eine List besiegt hatte, ließ er Re wissen, dass dieser seinen Triumph zu verkünden hatte, und er forderte Anerkennung für seine Tapferkeit. Zudem war Seth damit nicht zufrieden, dass er „nur“ die Ehre hatte, den höchsten Gott Re auf der Barke zu schützen. Er wurde sogar so vermessen, dass er Re aufforderte, die Symbole der Göttlichen Macht mitzubringen, und falls dieser sich weigerte, drohte er ihm damit, Stürme und Donner gegen ihn loszulassen. Re befahl daraufhin seiner Mannschaft, Seth vom Schiff zu verjagen. Danach erschien Re in der Morgendämmerung in seinem vollen Glanze. Die Verbannung war also notwendig, damit die Gesellschaft weiterfahren konnte, und Seths Platz wurde von Thot eingenommen.
In einer anderen Fassung des Mythos musste Seth den Osiris auf seinen Schultern tragen. In der Version im Amuntempel von Hibis, ca. 500 v. Chr., lähmt er Apophis mit einem Zauberspruch und zerstückelt ihn. In einigen anderen Darstellungen wurde die Barke des Seth von Tieren gezogen.
In der 26. Dynastie wird Seth zur Personifikation des Bösen schlechthin und sogar mit seinem alten Feind Apophis gleichgesetzt.

### Seth und Astarte
In einem anderen Mythos besiegt Seth zusammen mit anderen Göttern das Meer, weil sich dieses erhoben hatte. Das Meer wollte mit der Erde vermählt werden, die jedoch schon dem Himmel versprochen worden war. Aus diesem Grund wurde das Meer sehr böse und die Götter schickten Astarte, damit diese das Meer besänftige. Da ihr dieses aber nicht gelang, vollzog sie eine Kehrtwendung und verbündete sich mit ihm.
Dieser Mythos entstand in der 18./19. Dynastie und sollte vielleicht ein Triumphlied des Gottes Seth darstellen. Auf Grund der stark beschädigten Schlussversion kann man nur mutmaßen, ob sich Astarte am Ende doch noch auf die Seite von Seth gestellt hat.

### Seth und Yam
Yam war eine tyrannische, monströse Gottheit des Meeres und anderer Gewässer. In einem kanaanitischen Mythos wurde er von Baal, in ägyptischen Quellen von Seth besiegt, mit welchem Baal gleichgesetzt wurde. Der Kampf steht symbolisch für die im Frühling abflauenden Winterstürme auf dem Meer.